# Nils von Heijne
Nils Axel David von Heijne, född den 8 november 1889 i Stockholm, död den 9 juni 1953 i Söderbärke församling, Kopparbergs län, var en svensk militär. Han tillhörde ätten von Heijne och var son till David von Heijne. 
von Heijne avlade officersexamen 1909. Han blev underlöjtnant vid Svea livgarde 1909, löjtnant där 1912 och kapten 1923. von Heijne genomgick Krigshögskolan 1917–1919 och var aspirant vid generalstaben 1920–1923, regementskvartermästare 1926-1932, adjutant hos Gustaf V 1926–1948 och överadjutant 1948. von Heijne befordrades till major i armén 1934, vid Svea livgarde samma år, och till överstelöjtnant i armén 1937, vid Jämtlands fältjägarregemente samma år. Han var inskrivningschef för Jämtlands inskrivningsområde 1942–1948. von Heijne beviljades avsked 1948 och blev överste i reserven samma år. Han blev riddare av Svärdsorden 1930 och av Nordstjärneorden 1936. von Heijne vilar på Norra begravningsplatsen utanför Stockholm.